# محمدرضا بهمئی
محمدرضا بهمئی (زاده ۱۳۲۴ رامهرمز) سیاست‌مدار اصلاح طلب ایرانی است، که در دوره سوم، دوره چهارم و دوره پنجم مجلس شورای اسلامی  نماینده حوزهٔ انتخابیهٔ رامهرمز، از استان خوزستان در مجلس شورای اسلامی بود.

## سوابق اجرائی
- مسئول بازسازی حملات موشکی در زمان جنگ در بنیاد مسکن انقلاب اسلامی
- مسئول پروژه‌های عمرانی جهاد سازندگی در شهرستان رامهرمز
- کارمند و ناظر پروژه‌های ساختمانی در شرکت ملی نفت ایران
- عضو هیئت مدیره شرکت عمران شهرهای جدید در وزارت مسکن و شهرسازی سابق
- ریاست بنیاد مسکن انقلاب اسلامی در رامهرمز
- مدیر کل امور مجلس مجمع تشخیص مصلحت نظام

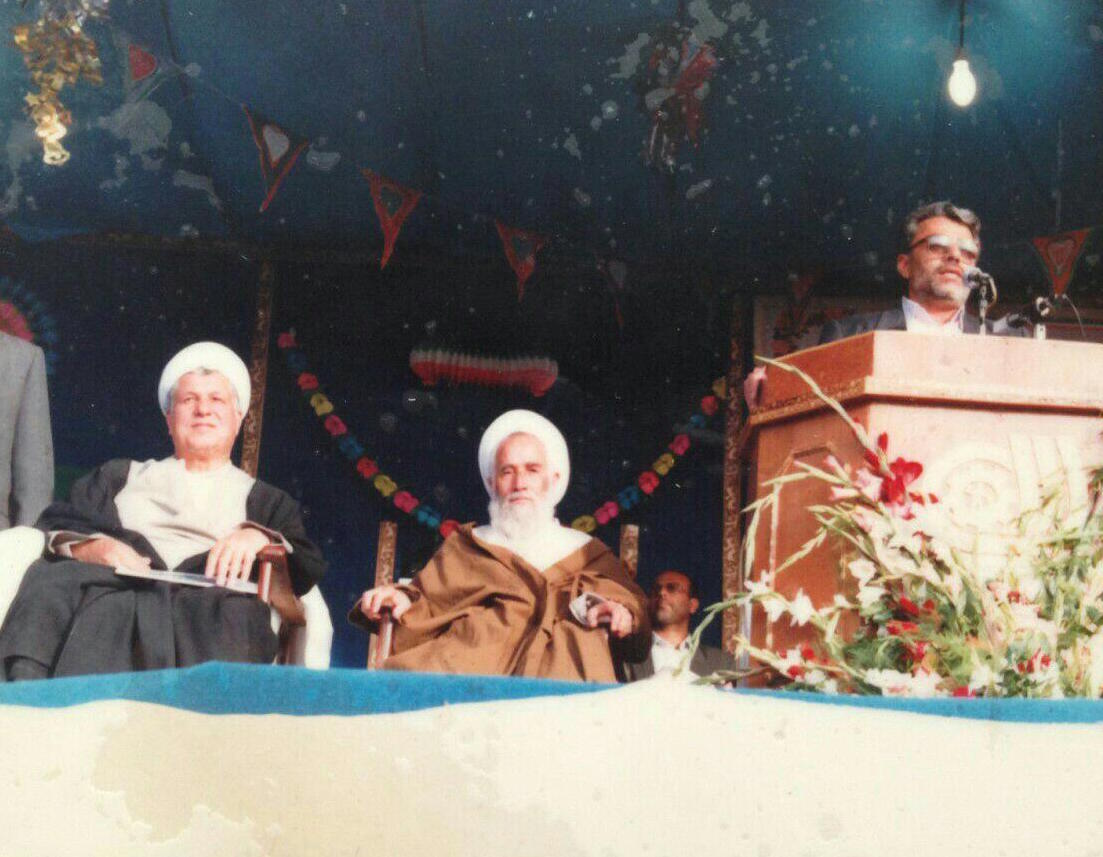
سخنرانی با حضور اکبر هاشمی رفسنجانی در رامهرمز

- سخنرانی با حضور اکبر هاشمی رفسنجانی در رامهرمزمشاور وزیر جهاد سازندگی
- مشاور وزیر صنایع

## سوابق گروهی و حزبی
- عضو شورای مرکزی انجمن اسلامی مهندسان ایران
- عضو شورای مرکزی مجمع نمایندگان ادوار مجلس
- عضو شورای عالی حزب همبستگی ایران اسلامی
- عضو کانون نمایندگان مجلس